# Rózsi Delly
Rózsi Delly (* 16. Dezember 1912 in Budapest; † 4. März 2000 ebenda) war eine ungarische Opernsängerin (dramatischer Sopran).

## Leben
Delly sang an der ungarischen Staatsoper in Budapest jahrelang die großen Wagner-Rollen. Sie arbeitete unter anderem mit Otto Klemperer, Lamberto Gardelli, Wolfgang Windgassen, Anja Silja, Sándor Kónya, Mihály Székely, János Ferencsik, Miklós Lukács, József Simándy und Júlia Osváth. Gastspiele in Paris, London, Brüssel, Moskau, Bayreuth etc. festigten ihren Namen in der internationalen Opernwelt, und ließen die heroische Wagner-Sängerin weit über die Grenzen Ungarns bekannt werden. Seit 2008 wird alljährlich von der IRG Württemberg im Rahmen des Karl-Adler-Musikwettbewerbs der Rose Delly-Sonderpreis verliehen.

## Rollen (Auswahl)
- Turandot (Giacomo Puccini)
- Königin von Saba (Karl Goldmark: Die Königin von Saba)
- Eboli (Giuseppe Verdi: Don Carlos)
- Amneris (Verdi: Aida)
- Herodias (Richard Strauss: Salome)
- Brünnhilde, Fricka (Richard Wagner: Die Walküre, Siegfried)
- Ortrud (Wagner: Lohengrin)
- Isolde (Wagner: Tristan und Isolde)
- Uzsorásné (Emil Petrovics: Bűn és bűnhődés)
- Königin Gertrudis (Ferenc Erkel: Bánk Bán)
- Judit (Béla Bartók: Herzog Blaubarts Burg)
- Kabanicha (Leoš Janáček: Katja Kabanova)
- Diverse Fernseh- und Radioaufnahmen[4]